# Московское общество истории и древностей Российских
Моско́вское о́бщество исто́рии и дре́вностей Росси́йских (ОИДР, МОИДР) — первое научное историческое общество в Российской империи для изучения и публикации документов по русской истории.

## История
Общество было основано в 1804 году при Московском университете по инициативе Шлёцера. В него вошли преподаватели университета, а также историки, архивисты и археографы (Н. М. Карамзин, Н. Н. Бантыш-Каменский, А. Ф. Малиновский, К. Ф. Калайдович, А. И. Мусин-Пушкин и др.).
В 1810 году попечитель Московского учебного округа издал постановление о закрытии этого общества. Деятельность была возобновлена в 1815 году.
Первоначально имело целью публикацию летописей и древних актов: согласно Уставу 1817 года «критическое, то есть, вернейшее и исправнейшее издание оригинальных древних о России летописей, с приобщением к ним нужнейших замечаний, дабы то и другое могло служить основанием в сочинении подлинной Российской истории».

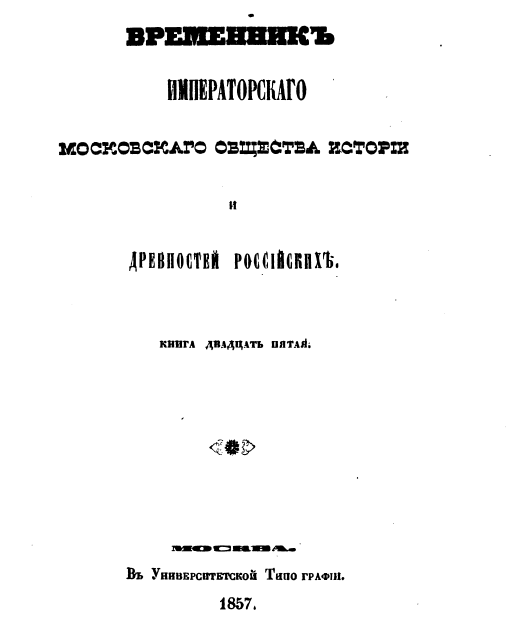
Временник Императорскаго, Московскаго Общества Истории и Древностей Российских.
Кн. 25. — 1857 год

С 1837 года общество получило наименование Императорского. К этому времени общество состояло из 135 лиц, включая четырёх действительных членов за границей (в Вене, Берлине, Дрездене и во Флоренции). С этого времени началась исследовательская и публикаторская работа общества (издание летописей, древних актов и т. д.). В этот период во главе Общества находились О. М. Бодянский, И. Д. Беляев, А. Н. Попов, Е. В. Барсов.

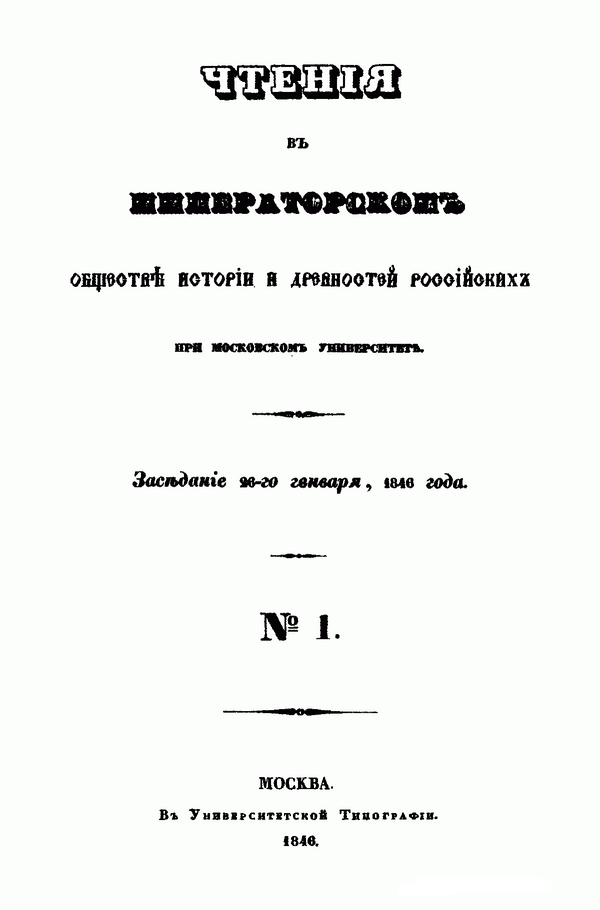
Чтения в Императорском Обществе Истории и Древностей Российских при Московском Университете. — № 1

В 1848 году было запрещено издание «Чтений ОИДР» после публикации сочинения Д. Флетчера «О Московском государстве в XVI в.». «Чтения» прекратились и заменены «Временником» под редакцией профессора Беляева, который носил историко-юридический характер и касался главным образом эпохи Московского государства. До 1857 года вышло 25 томов.
С 1868 года общество располагалось в подаренном ему императором «курьерском доме на Барсеневке» (палаты Аверкия Кириллова).
В царствование Александра II Бодянский вновь стал секретарем общества и редактором возобновленных им «Чтений».
В 1893 году обществу был дан новый устав. Главная задача общества определена так: «собирание материалов для отечественной истории и разработка оной по всем вопросам и предметам в область её входящим».
В XIX — начале XX вв. общество объединяло большую часть русских историков и археографов, а также собирателей рукописей; издавало «Записки и труды», «Русский исторический сборник», «Русские достопамятности», «Чтения МОИДР» и другие, в которых было опубликовано огромное количество разнообразных источников, а также исследований по русской истории.
Архив рукописных документов общества, главным образом по истории России XVII—XVIII веков, хранится в Отделе рукописей Российской государственной библиотеки.
Активная деятельность МОИДР продолжалась до конца 1918 года.
Московское общество истории и древностей Российских было официально закрыто в 1929 году.

## Председатели общества
- Х. А. Чеботарёв (1804—1810)
- П. П. Бекетов (1811—1821)
- А. Ф. Малиновский (1821—1823, 1830—1836)
- А. А. Писарев (1824—1830)
- С. Г. Строганов (1837—1848, 1857—1874)
- член-корреспондент АН А. Д. Чертков (1848—1857)
- академик М. П. Погодин (1875)
- Д. Н. Толстой (1876—1879)
- академик С. М. Соловьёв (1879)
- член-корреспондент АН И. Е. Забелин (1879—1888)
- Г. Д. Филимонов (1888—1893)
- академик В. О. Ключевский (1893—1905)
- В. Г. Глазов (1906—1918)
- академик М. К. Любавский (1919—1929)